# Petru Rișcuția
Petru Rișcuța (n. 19 august 1876, Rișculița, comuna Baia de Criș, județul Hunedoara – d. 1963, Rișca, comuna Baia de Criș, județul Hunedoara) a fost un deputat în Marea Adunare Națională de la Alba Iulia, organismul legislativ reprezentativ al „tuturor românilor din Transilvania, Banat și Țara Ungurească”, cel care a adoptat hotărârea privind Unirea Transilvaniei cu România, la 1 decembrie 1918.:p. 221

## Biografie
A făcut școala primară, la Baia de Cris. A facut armata si scoala de sanitari la Viena. A fost fratele colonelui Moise Riscutia.  In timpul războiului activează în Garda Națională Română din sat A fost casatorit cu Victoria Riscuta, nascuta, Oncu, nepoata avocatului Dr. Nicolae Oncu din Arad,( fondatorul Bancii Victoria, prieten cu Eminescu ) si sora avocatului Dr. Nerva Oncu , din Baia de Cris, deputat in primul Parlament al Romaniei Mari.

## Activitatea politică
Ca deputat în Adunarea Națională din 1 decembrie 1918 a fost delegat al Cercului electoral Baia de Criș.:p. 221